# Branville-Hague
Branville-Hague è un ex comune francese di 171 abitanti situato nel dipartimento della Manica, nella regione della Normandia. Dal 1º gennaio 2017 è stato accorpato insieme a numerosi altri comuni al comune di nuova costituzione di La Hague, divenendone comune delegato.

## Società

### Evoluzione demografica
Abitanti censiti